# スペイン語講座
スペイン語講座（スペインごこうざ）は、NHKラジオ第2放送で1976年から放送された、NHK各国語学講座のひとつ。
月〜土の放送が基本であるが、月〜木は入門編（6か月単位）、金、土は応用編（3か月単位）で構成されていた。

## 放送時間
- 2009年度（アンコールスペイン語講座）
  - 月〜土、12:10〜12:30

## 講師

### 2009年度
入門編
川上茂信（東京外国語大学教授）（2009年4月 - 9月、2009年10月 - 2010年3月）（2001年4月 - 9月の再放送）
- 　「ステップ100プログラム」の入門編

応用編
吉川恵美子（2009年4月 - 9月、2009年10月 - 2010年3月）（2003年10月 - 2004年3月の再放送）
- 接続法をマスターしよう!

### 2008年度
入門編
高垣敏博（東京外国語大学教授）（2008年4月 - 9月、2008年10月 - 2009年3月）（2003年4月 - 9月の再放送）
- はじめてのスペイン語

応用編
吉田理加（2008年4月 - 9月、2008年10月 - 2009年3月）（2004年4月 - 9月の再放送）
- ビジネス・スペイン語入門

### 2007年度
入門編
大岩功（早稲田大学、駒澤大学、桜美林大学兼任講師）（2007年4月 - 9月）
- ぼくのブエノスアイレスをさがして

木村琢也（清泉女子大学教授）（2007年10月 - 2008年3月）（2006年4月 - 9月の再放送）
- 最強100フレーズまる覚え!

応用編
山﨑眞次（早稲田大学政治経済学術院教授）（2007年4月 - 6月）（2005年4月 - 6月の再放送）
- スペイン世界遺産めぐり

立岩礼子（京都外国語短期大学准教授）（2007年7月 - 9月）（2005年10月 - 12月の再放送）
- メヒコリンド〜メキシコを知ろう〜

角田哲康（日本大学准教授）（2007年10月 - 12月）（2006年10月 - 12月の再放送）
- バルのお客は物知り博士

粕谷てる子（千葉商科大学講師）（2008年1月 - 3月）（2006年1月 - 3月の再放送）
- ビバ!バルセロナ〜ダーリンは駐在員〜

### 2006年度
入門編
木村琢也（清泉女子大学助教授）（2006年4月 - 9月）
- 最強100フレーズまる覚え!

廣康好美（神奈川県立外語短期大学助教授）（2006年10月 - 2007年3月）（2005年4月 - 9月の再放送）
- ガジェゴ家の1年

応用編
吉田理加（2006年4月 - 9月）（2004年4月 - 9月の再放送）
- ビジネス・スペイン語入門

角田哲康（日本大学助教授）（2006年10月 - 12月）
- バルのお客は物知り博士

下田幸男（立教大学兼任講師）（2007年1月 - 3月）
- サッカーで学ぶスペイン語